# Gadna (Hungria)
Gadna é um município da Hungria, situado no condado de Borsod-Abaúj-Zemplén. Tem 8,09 km² de área e sua população em 2015 foi estimada em 277 habitantes.